# This Tiny World

This Tiny World (titre original Deze kleine wereld) est un film néerlandais réalisé et produit par Charles Huguenot van der Linden, sorti en 1972.
Il a remporté l'Oscar du meilleur court métrage documentaire lors de la 45e cérémonie des Oscars.

## Synopsis
Le film a pour thème les jouets mécaniques anciens.

## Fiche technique
- Titre original : Deze kleine wereld
- Réalisation : Charles Huguenot van der Linden
- Durée : 15 minutes
- Date de sortie : 1972

## Distinctions
- 1972 : Oscar du meilleur court métrage documentaire[1].